# Коїмбра
Кої́мбра (порт. Coimbra; МФА: [ku.ˈĩ.bɾɐ], Куінбра) — муніципалітет і місто в Португалії, в окрузі Коїмбра. Адміністративний центр округу.  Розташований у центральній частині країни, на теренах історичної португальської провінції Бейра. Належить до Коїмбрської діоцезії Католицької церкви в Португалії. Права міського самоврядування має з 1111 року. Поділяється на 18 парафій. За адміністративним поділом, чинним до 1976 року, був складовою провінції Берегова Бейра. Площа муніципалітету — 319,4 км², населення муніципалітету — 143396 ос. (2011); густота населення — 448,95 осіб/км²
. Патрон — свята Ізабела. Святковий день муніципалітету — 4 липня. Поштовий індекс — 3000.  Код місцевої адміністративної одиниці — 0603. Складова статистичного регіону Центр. Давня столиця Португалії (1131—1255). Центр Коїмбрського єпископства. У місті розташований Коїмбрський університет (1290), найстаріший університет португаломовного світу. Старе місто є об'єктом Світової спадщини ЮНЕСКО з 2013 року.

## Назва
- Еміній (лат. Aeminium) — назва римського поселення у складі провінції Лузітанія, на основі якого постало місто Коїмбра; вестготська назва — Емініо (лат. Eminio).
- Коїмбра — сучасна португальська назва; похідна — Конімбра (лат. Conimbra).
- Конімбріга (лат. Conimbriga) — назва Емінія з кінця VI століття; первісно — назва містечка поруч з Емінієм. Похідні назви — Конімбріка (лат. Conimbrica), Колімбрія (лат. Colimbria).
- Кулумрія (араб. قُلُمْرِيَة‎, Qulumriyah) — арабська назва у VIII—XII століттях; переінакшена назва Колімбрії.

## Географія
Коїмбра розташована в центрі Португалії, в центрі округу Коїмбра.
Місто розташоване за 182 км на північ від столиці Португалії міста Лісабон на березі річки Мондегу.
Місто і муніципалітет входять в економіко-статистичний Центральний регіон і субрегіон Байшу-Мондегу.
Коїмбра межує на півночі з муніципалітетом Меаляда, на сході — з муніципалітетами Пенакова, Віла-Нова-де-Пойареш і Міранда-ду-Корву, на півдні — з муніципалітетом Кондейша-а-Нова, на заході — з муніципалітетом Монтемор-у-Велю, на північному заході — з муніципалітетом Кантаньєде.

### Клімат
| Клімат Коїмбри                                                                     | Клімат Коїмбри | Клімат Коїмбри | Клімат Коїмбри | Клімат Коїмбри | Клімат Коїмбри | Клімат Коїмбри | Клімат Коїмбри | Клімат Коїмбри | Клімат Коїмбри | Клімат Коїмбри | Клімат Коїмбри | Клімат Коїмбри | Клімат Коїмбри |
| Показник                                                                           | Січ.           | Лют.           | Бер.           | Квіт.          | Трав.          | Черв.          | Лип.           | Серп.          | Вер.           | Жовт.          | Лист.          | Груд.          | Рік            |
| Абсолютний максимум, °C                                                            | 23,5           | 25,5           | 30,2           | 33,0           | 37,5           | 41,6           | 40,2           | 40,5           | 40,0           | 34,6           | 27,6           | 25,2           | 41,6           |
| Середній максимум, °C                                                              | 14,8           | 16,2           | 18,9           | 19,9           | 22,4           | 26,2           | 28,4           | 28,7           | 27,3           | 22,7           | 18,0           | 15,4           |                |
| Середня температура, °C                                                            | 9,9            | 11,0           | 13,3           | 14,5           | 16,9           | 20,3           | 21,9           | 21,9           | 20,7           | 17,2           | 13,3           | 11,0           |                |
| Середній мінімум, °C                                                               | 5,0            | 5,8            | 7,6            | 9,1            | 11,4           | 14,3           | 15,6           | 15,1           | 14,1           | 11,8           | 8,6            | 6,5            |                |
| Абсолютний мінімум, °C                                                             | −4,9           | −4             | −3,3           | −1,5           | 2,0            | 4,1            | 6,8            | 6,0            | 2,0            | −2,6           | −3,1           | −2,8           | −4,9           |
| Середня кількість сонячних годин на місяць                                         | 138            | 137            | 191            | 203            | 249            | 261            | 302            | 300            | 228            | 185            | 147            | 139            | 2480           |
| Норма опадів, мм                                                                   | 112.2          | 105.6          | 65.5           | 84.8           | 79.5           | 39.8           | 12.8           | 14.4           | 51.7           | 102.6          | 109.4          | 126.8          | 905.1          |
| ---------------------------------------------------------------------------------- | -------------- | -------------- | -------------- | -------------- | -------------- | -------------- | -------------- | -------------- | -------------- | -------------- | -------------- | -------------- | -------------- |
| Джерело: Instituto de Meteorologia (1981–2010 climatology) , NOAA (sun, 1961—1990) |                |                |                |                |                |                |                |                |                |                |                |                |                |

## Історія
Сучасне місто Коїмбра постало на основі римського поселення Еміній (лат. Aeminium), заснованого на вапняковому плато над річкою Мондегу, в оточенні родючих земель. Згодом це поселення адміністративно увійшло до складу римського містечка Конімбріга (лат. Conímbriga, сучасне містечко Кондейша-а-Нова). Енімій був важливим стратегічним пунктом на дорозі від північної Бракари-Августи (сучасної Браги) до південного Олісіпо (сучасного Лісабона), через нього також проходив акведук. Від античних часів у місті залишилися руїни Форума (сьогодні — складова Національного музею Машаду де Каштру).

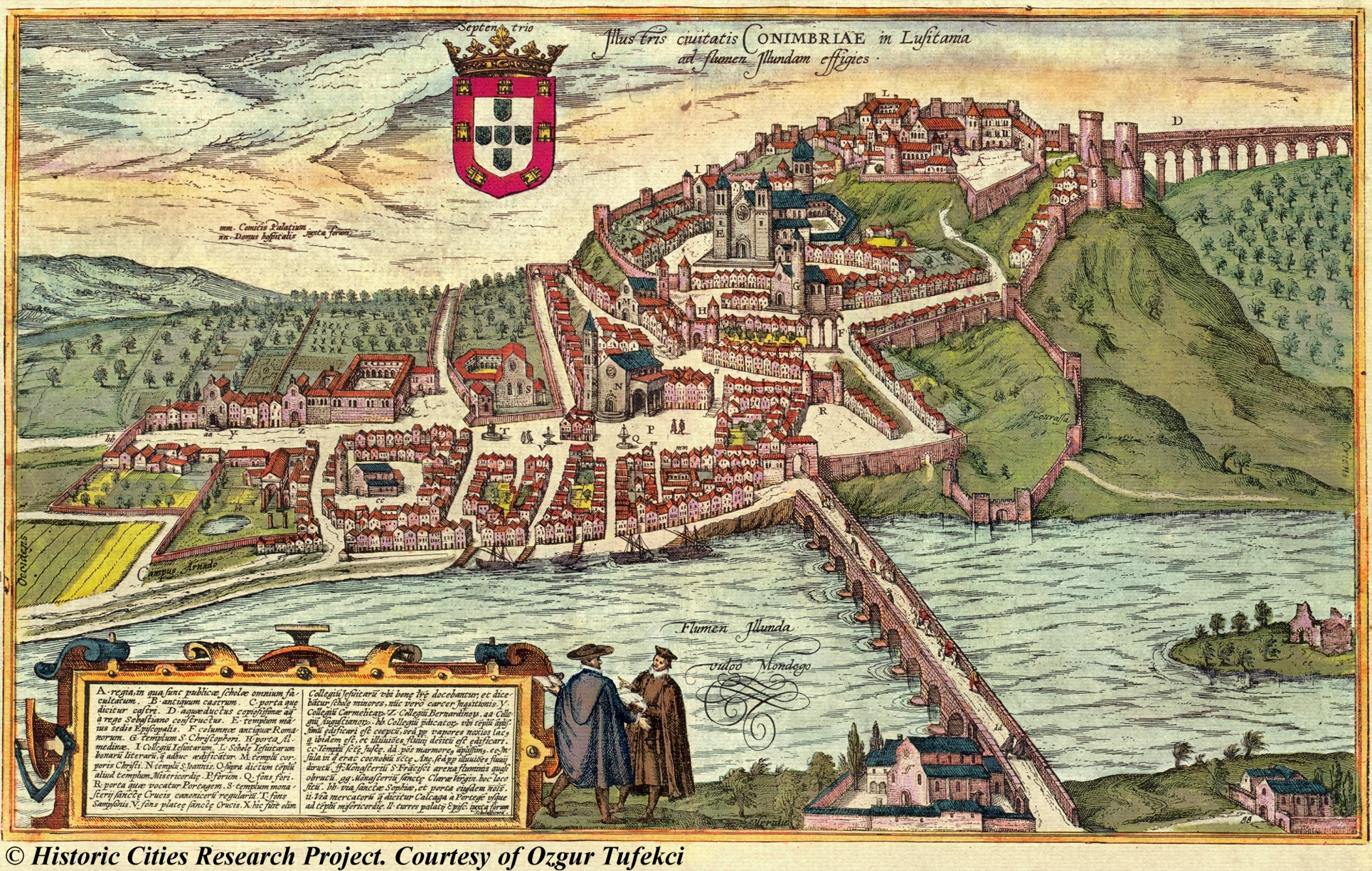
План Коїмбри (1598)
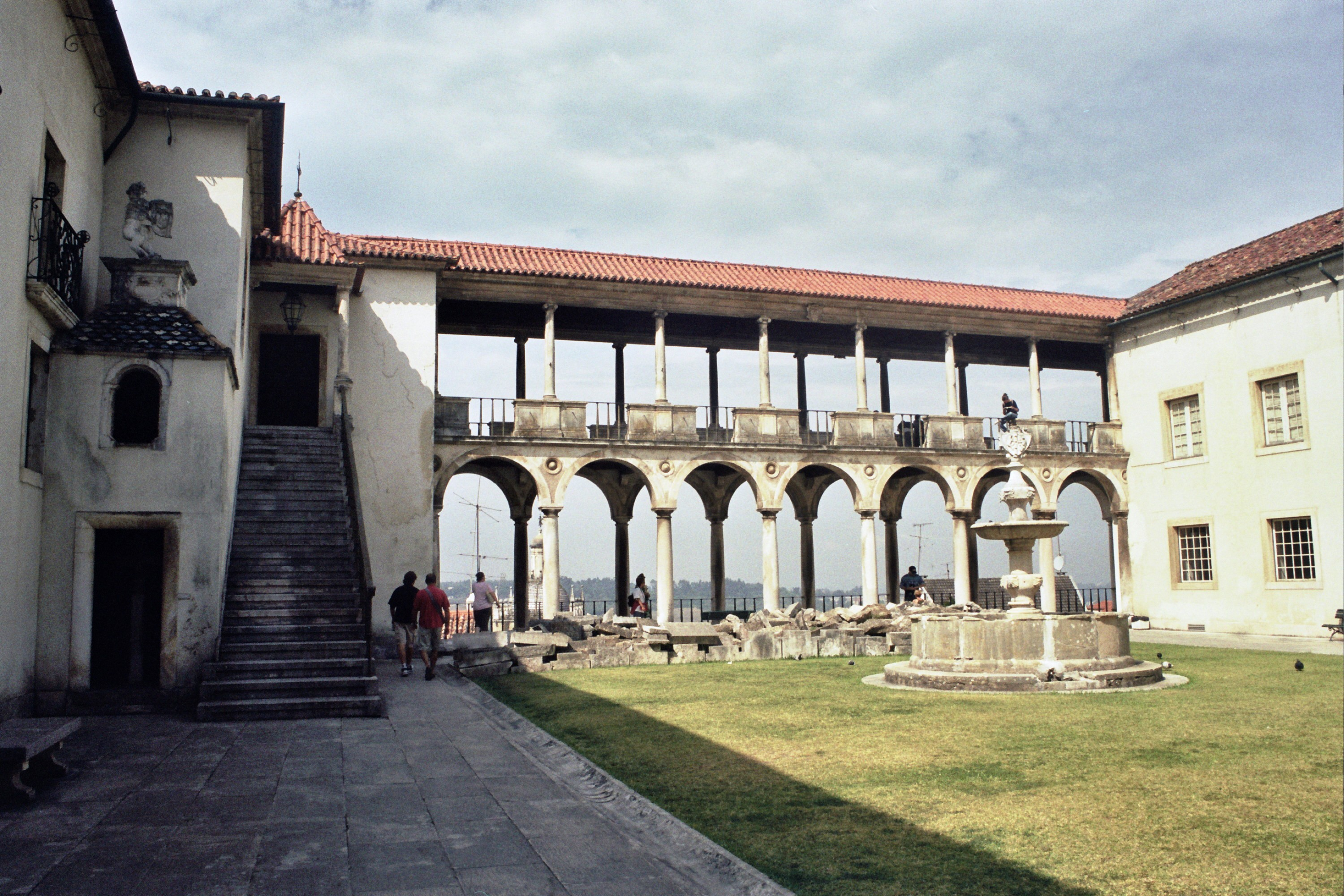
Руїни римського Форума

Між 465 і 468 роками Конімбрігу зруйнували свеви, внаслідок чого зросла роль колишнього Емінія. 589 року туди переніс свою катеду Конімбрігський єпископ Луцій. З часом назву Еміній замінили на Конімбрігу (назву колишньої єпископської катедри); згодом Конімбріга перетворилася на Колімбрію (лат. Colimbria).
У VIII столітті, у Вестготському королівстві Коїмбра мала назву Емініо (лат. Emínio). Вона була центром графства, заснованого королем Вітіцею на території королівського домену. Графство стало володінням королевича, принца Ардабаста та його нащадків. Під час війни вестготів із мусульманськими завойовниками (711—715) місто було одним із форпостів християн.
714 року Коїмбру захопив арабський полководець Муса ібн-Нусайр й перейменував на Кулумрію (араб. قُلُمْرِيَة‎, Qulumriyah). Воно стало одним із найбільших міст на заході мусульманської Андалусії; його площа становила близько 10 гектарів, а населення — 3—5 тисяч осіб. Завойовники збудували в Коїмбрі замок для міського управителя, який у XII столітті був перетворений на португальський королівський палац. Місто декілька разів переходило з рук у руки під час Реконкісти. Мусульмани контролювали Коїмбру в 987—1064 роках, а також 1116 року.
1085 року леонський король Альфонсо VI надав Коїмбрі форал (фуеро), яким визнав за поселенням деякі самоврядні права. 26 травня 1111 року його васал, португальський граф Генріх Бургундський, надав новий форал, яким надав статус містечка та муніципальні права, підтвердивши старі привілеї.

## Транспорт
21 березня 2021 року в місті зупинено тролейбусний рух. Причиною зупинки стало початок будівельних робіт системи метробусу, на якій передбачається у майбутньому будуть експлуатуватися електробуси. У квітні 2023 року тролейбусну лінію демонтувано біля залізничної станції Коїмбра-А, в центрі міста, відрізавши таким чином рух тролейбусів до депо. За 2023—2025 роки також трамвайні лінії дійшли до занепаду, хоча ніяких будівельних робіт не відбувалося. Будівництво мережі метробусів, як і будівництво легкого метро за цією ж трасою також затримується, а разом з цим у найближчій перспективі можливо навіть закриття і ліквідації тролейбусної системи. Внаслідок будівництва коридору метробусу демонтовано 2450 м контактної мережі поблизу залізничної станції   Коїмбра-А та на набережні Емідіу Навару, через  що припинено рух тролейбусів вже тривалий час. Наразі міські тролейбуси перебувають на території майданчику SMTUC.

## Населення
| Кількість мешканців | Кількість мешканців | Кількість мешканців | Кількість мешканців | Кількість мешканців | Кількість мешканців | Кількість мешканців | Кількість мешканців | Кількість мешканців | Кількість мешканців | Кількість мешканців | Кількість мешканців | Кількість мешканців | Кількість мешканців | Кількість мешканців | Кількість мешканців |
| ------------------- | ------------------- | ------------------- | ------------------- | ------------------- | ------------------- | ------------------- | ------------------- | ------------------- | ------------------- | ------------------- | ------------------- | ------------------- | ------------------- | ------------------- | ------------------- |
| 1864                | 1878                | 1890                | 1900                | 1911                | 1920                | 1930                | 1940                | 1950                | 1960                | 1970                | 1981                | 1991                | 2001                | 2011                |                     |
| 40 681              | 45 075              | 51 996              | 54 105              | 62 872              | 62 870              | 76 494              | 85 702              | 98 027              | 106 404             | 110 553             | 138 930             | 139 052             | 148 443             | 143 396             |                     |

## Парафії
- Алмалагуеш
- Алмедіна
- Амеал
- Антаньол
- Антузеде
- Арзіла
- Ассафарже
- Ботан
- Брашфемеш
- Віл-де-Матуш
- Ейраш
- Каштелу-Вієгаш
- Ламароза
- Рібейра-де-Фрадеш
- Санта-Клара
- Санта-Круш
- Санту-Антоніу-дуз-Олівайш
- Сан-Бартоломеу
- Сан-Жуан-ду-Кампу
- Сан-Мартіню-де-Арворе
- Сан-Мартіню-ду-Бішпу
- Сан-Паулу-де-Фрадеш
- Сан-Сілвештре
- Се-Нова
- Сейра
- Сернаше
- Созелаш
- Тавейру
- Торре-де-Вілела
- Торреш-ду-Мондегу
- Трошеміл

## Освіта

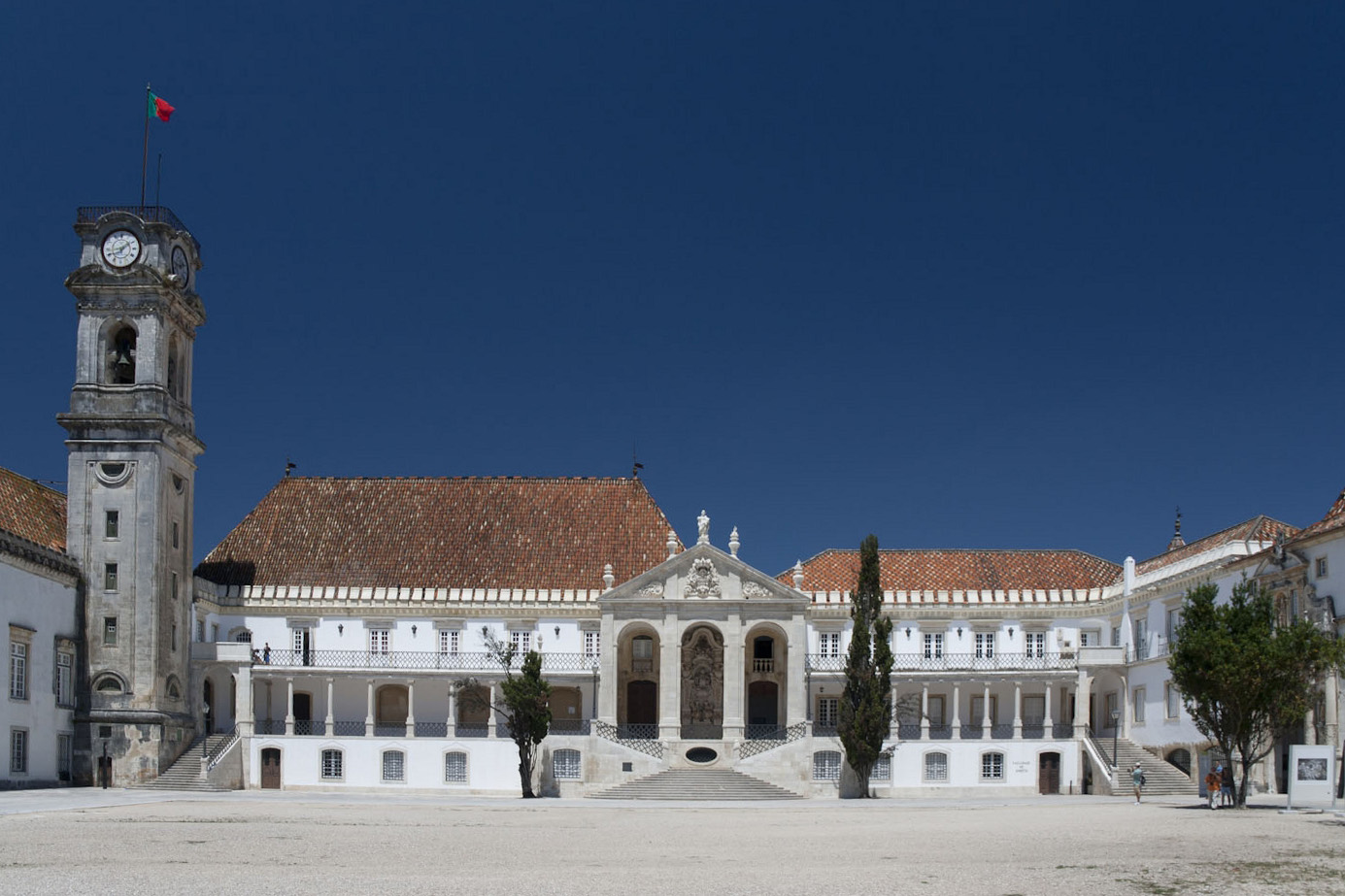
Коїмбрський університет

- Коїмбрський університет — заснований у 1290 році, найстаріший португаломовний університет та один з найстаріших університетів у світі.
  - Бібліотека Жуаніна — визначна пам'ятка португальського бароко.
  - Ботанічний сад Коїмбрського університету

## Спорт
- Коїмбрський міський стадіон

## Пам'ятки
- Монастир Святого Хреста — августинський монастир XII століття, усипальниця перших португальських королів.
- Новий монастир святої Клари — колишній францисканський монастир XVII століття.
- Старий Коїмбрський собор — головний міський собор XII—XIII століття.
- Старий монастир святої Клари — руїни колишнього францисканського монастиря XIV століття.

## Уродженці
- Зе Каштру (*1983) — португальський футболіст, захисник.
- Маріо Брага (1921—2016) — португальський письменник, перекладач, журналіст і драматург.
- Інес Педроза (* 1962) — португальська журналістка, письменниця.
- Жозе Мігел Жудісе (* 1949) — португальський юрист і політик.